# Chaun

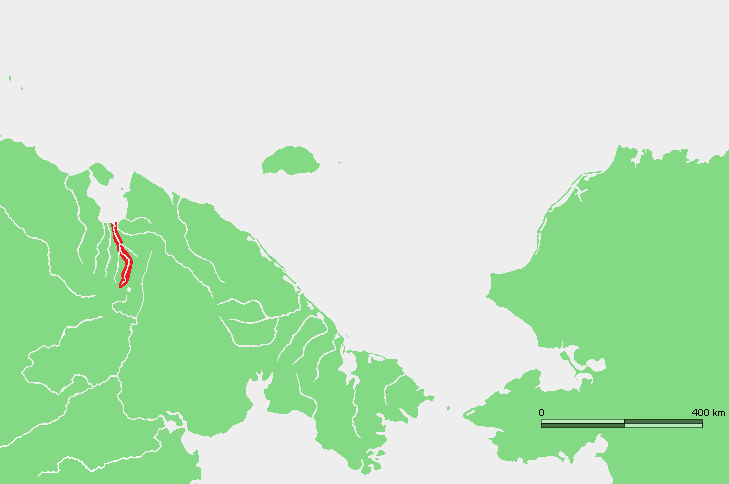
Vị trí dòng chảy sông Chaun.

Chaun (tiếng Nga: Чаун) là một sông tại Viễn Đông Nga. Sông chảy theo hướng bắc, qua các vùng dân cư thưa thớt trên lãnh nguyên Siberia.
Sông Chaun chảy vào Biển Đông Siberia tại vịnh Chaunskaya, 100 km về phía nam của thành phố Pevek. Cửa sông Chaun rất gần cửa sông Palyavaam.
Cacsc hi lưu quan trọng nhất của Chaun là Ugatkyn từ bờ tả và Malyy Chaun từ bờ hữu. Sông Chaun được lấy tên để đặt cho Chaunskaya Guba (hay vịnh).
Sông Chaun và các chi lưu thuộc lãnh thổ khu tự trị Chukotka của Nga.